# جيش البادية الحضرمي
أُسس الجيش البدوي الحضرمي (بالإنجليزية: HBL) في 1939 في «غيل بن يمين» بحضرموت بموجب مقترح تقدّم به المستشار السياسي للسلطنتين القعيطية والكثيرية «هارولد إنجرامز» إلى وزارة المستعمرات البريطانية التي ردت بالموافقة، تأسس الجيش من أبناء القبائل البدوية في حضرموت، وبعد فترة التحق بالجيش مجاميع من أبناء كافة المناطق من البادية "بالمحمية الشرقية" التي كانت تشمل (السلطنة القعيطية والسلطنة الكثيرية وسلطنة المهرة وسلطنة الواحدي).
اتُّبع في تشكيل هذا الجيش النّمط الأردني الذي قام عليه تشكيل «قوات البادية الأردنية». وكانت المهمة الرئيسة لجيش البادية الحضرمي هي حفظ الأمن في المحمية الشرقية، وحماية حدودها، وإجراء الاتصالات وتكوين الروابط الاجتماعية والعلاقات السياسية مع التجمعات البدوية على امتداد صحاري حضرموت التارخية التي لم تكن حتى ذلك الوقت تحت نفوذ لأي من السلطنات، وقبل ذلك فإن تشكيلها كان بغرض تحقيق انتشار النفوذ البريطاني في عموم أراضي حضرموت التارخية، وفق الإستراتيجية البريطانية «إلى الأمام». وكانت تبعية ذلك الجيش للتاج البريطاني مباشرة، شأنه شأن جيش الاتحاد النظامي (جيش الليوي) في محمية عدن الغربية (اتحاد الجنوب العربي).

## هدنة إنجرامز
بعد الهدنة التي عقدها المستشار البريطاني (هارولد إنجرامز) بين القبائل الحضرمية خرجت فكرة إنشاء وتأسيس جيش البادية الحضرمي إلى حيز الوجود، ذلك على يد المستشار إنجرامز الذي يعد مؤسس وراعي هذا الجيش ومتوليه حتى أصبح من أفضل الجيوش المنظمة في جنوب الجزيرة العربية وقد اعتبر هذا الجيش منذ البداية جزءاً لا يتجزأ من قوات ملك بريطانيا [بحاجة لمصدر] 
وفي أواخر سنة 1939م تأسس جيش البادية الحضرمي في البدء كانت نواة هذه القوة خمسون جندياً، وفي عام 1940م لم يكن عدد القوة مستقرًا عند حد معين فكان رجال البادية بين زيادة قليلة في الالتحاق ونقصان أحيانًا لمغادرتهم معسكر القوة. وفي عام 1941م بلغ عددهم سبعين رجلاً وفي عام 1943م تراوح عددهم بين ثمانين وتسعين رجلًا. وبدأ العدد يرتفع في عام 1944م إلى ثلاثمائة جندي، وسبعين من غير النظاميين، ومائة احتياطي.
في المقابل حرص إنجرامز على أن لا يكون قائد جيش البادية الحضرمي من البريطانيين، بالرغم أنه كان معجبًا بتجربة جلوب باشا في الأردن، إلا أنه فضل أن يكون قادة جيش البادية الحضرمي من الجيش العربي في الأردن. فطلب من جلوب باشا أن يعيره عددا من الضباط العرب، كان من أبرزهم: عبد الله سليمان السعدون العراقي، وبركات طراد الخريشا، وعبد الهادي حماد العتيبي، وأصبح عبد الله سليمان السعدون قائداً لجيش البادية الحضرمي، ومساعداً للمستشار المقيم لشؤون البادية، كما أصبح -وبموجب قانون محاكم القبائل- قاضياً ووسيطاً بين القبائل البدوية. وقد استمر الأردنيون قادة لجيش البادية إلى قبيل الاستقلال، حيث عين ضابط حضرمي لهذا الجيش، وهو سالم عمر الجوهي.
في عام 1943م أصبحت المكلا هي المركز الرئيس لجيش البادية، حيث أعيد ترميم وإصلاح حصن ثومي القديم في شرق ديس المكلا، وبجانبه بنيت الثكنات العسكرية. كما بني في ذلك المكان مستشفى صغير يقدم خدماته أيضًا إلى بقية الوحدات العسكرية الأخرى.
وبعد أن تم بناء حصن ليجون عام 1939م، تم بناء حصن بير العسكر قرب شبوة عام 1942م، وفي عام 1944م بنيت لهذا الجيش مراكز وحصون في قرن في ريدة المعارة، وفي حرو التي تقع في طريق مهم يصل غيل بن يمين من الغرب، كما أصبح حصن العر القديم في منطقة المناهيل في الطريق إلى قبر نبي الله هود مركزاً آخر لقوة منه، وتبعته حصون أخرى في العبر فبلاد الصيعر ونجيدين في منطقة الدين، ومولى مطر في منطقة سيبان، وجدمة في منطقة العكبري، وتشكيل قوة من الهجانة تنحصر مهامها في دوريات تجوب رملة السبعتين غرب حضرموت.

## القيادة
يعد القائد سالم عمر الجوهي السيباني هو القائد العام و القائد الاول لجيش البادية منذ تأسيسه حتى الاستقلال وكان العقيد حسين مسلم المنهالي، يشغل منصب أركان حرب جيش البادية بحضرموت بكل كفاءة واقتدار من خلال تفوقه بحصوله على المؤهل العلمي في إدارة القيادة العسكرية. وقد كان من أسس الجيش هو ليجون، عند بداية المرحلة الأولى لتأسيس الجيش كانت وسيلة المواصلات الجمال المدربة عسكرياً لنقل المؤن والعتاد والمعدات، من مهام الجيش حماية الشركات العاملة بالشريط الصحراوي من خلال حراسة سراياه مواقع أعمال تلك الشركات المتنقلة بموجب خططها في كل موقع عمل للشركة (الكنب)، وتحرك الحراسة المرتبة يومياً مع فرق أعمال المسوحات (النقشة)، وكذا عمليات التنقيب عن النفط من خلال حراسة الحفارات (الونوش) والشركات هي شركة (بي، سي، إل) في الخمسينيات، وشركة بان أمريكان في الستينات، وكذا الحال مهام الجيش في حماية الحدود. واعتبرت تلك المراكز معالم بارزة وثوابت تاريخية، إلاّ أن المراكز أصبحت في الوقت الراهن في أمس الحاجة لإجراء عمليات الصيانة والترميمات العاجلة للحفاظ عليها، لكون أجزاء منها إن لم تكن كلها مهددة بالسقوط نظراً لعدم الاهتمام بها ما عدا مركز ثمود، وهو المبنى الوحيد القائم، والذي تم بناؤه في أوائل الخمسينيات، حيث تزامن بناؤه في تلك الفترة مع بناء الطماطم بن حربي المنهالي بيتاً له بثمود، وبهذا تعتبر تلك الحصون التي بنيت بجوار بئر ثمود التاريخية.

## القوة
استجلب إنجرامز لتدريب وتنظيم جيش البادية الحضرمي ضباطًا من الفيلق العربي الأردني، واختيرت منطقة «ليجون» بالقرب من غيل بن يمين في وسط منطقة الحموم ليكون المركز الرئيسي لهذه القوة، وكان الهدف من ذلك، وفق وجهة نظر إنجرامز، هو إبعادها عن كل مراكز التأثير المديني، وقد قاوم أهالي المنطقة وجود ذلك المركز في منطقتهم لكنهم أُخضعوا بالقوة فلم يكن أمامهم سوى الاستسلام.
تكون جيش البادية الحضرمي في البداية من: 50 جنديا و12 جملا وسيارتي نقل وجهاز لا سلكي.
وقد تنامى عدد تلك القوة ببطء حيث وصل في عام 1941م إلى سبعين رجلا، وإلى حوالي تسعين رجلا في عام 1943، حتى وصل في 1944 إلى ثلاثمائة رجل بالإضافة إلى سبعين رجلا من المنتسبين إليه من غير النظاميين، أي الملحقين المدنيين، ومائة جندي من الاحتياط.
وكان تطور جيش البادية الحضرمي ينعكس إيجابًا على المساحة الجغرافية التي تمتد إليها سيطرته، وقد بنيت له الثكنات والقلاع والحصون في كل منطقة وصلت إليها سيطرته، وتم تزويده بالخدمات اللازمة وأهمها الخدمات الطبية العسكرية. وحظي برعاية خاصة، وحقق انتشارًا واسعًا في محمية عدن الشرقية، وصار أهم قوة عسكرية فيها.

## دور الجيش
لم يستخدم جيش البادية كأداة قمع ولم يشترك في أي حرب، بل اقتصر دوره بشكل أساسي على تسوية المنازعات بالعرف القبلي بين القبائل بعضها مع بعض، وبين القبائل والحكومة. ولم يتجاوز عدد من قتل من أفراد هذا الجيش العشرة أو الأحد عشر فردًا. كما أن ضحاياه من القتلى أيضًا قليل واحد. وقد اضطر في بعض الأحيان إلى استخدام القوة لحماية منتسبيه أو لمساعدة وانقاد بعض أفراد الجيش النظامي.
وأول حادثة استخدم فيها جيش البادية القوة هي ضد أفراد من «بيت علي» من قبيلة الحموم. فقد قامت مجموعة صغيرة من بيت علي بالهجوم على حصن تابع للجيش النظامي في غيل بن يمين، وعندما سمعت قيادة الجيش بإطلاق النار، جهزت القوة وأسرعت لنجدة جنود الجيش النظامي، وتمت ملاحقة هذه المجموعة من البدو وطردهم إلى خارج المنطقة، ويتم ذلك لأول مرة، وقتل بدوي في هذه الحادثة.
والحادثة الثانية حدثت في نوفمبر 1942م عندما قام شخصان من بيت علي بقتل جنديين من جيش البادية بهدف سرقة بندقيتيهما. وقد تمكنت فرقة من جيش البادية من ملاحقتهما وقتلهما وتم استرجاع البندقيتين.
والحادثة الثالثة عندما كمن مجموعة من بيت علي لثلاث سيارات محملة مواد بناء لحصن ليجون، في سهل حرو، فقتلوا خمسة من حراس القافلة اليافعيين وجرحوا آخرين، فتحركت نجدة من جيش البادية من غيل بن يمين بقيادة حسن باحاج، وأتوهم من الخلف فقتلوا 25 شخصا من بيت علي، وانسحب من بقي منهم على قيد الحياة.
وكان جيش البادية يقوم بدوريات مستمرة في مناطق البادية والمناطق الحدودية.
وهناك دوريات فصلية تفتيشية تخرج من المركز الرئيس بالمكلا تمر بمراكز جيش البادية كافة. وقد رافقت دورين إنجرامز إحدى تلك الدوريات عام 1943م قطعت خلالها خمسمائة ميل على ظهر جمل، وكان غذاؤها وغذاء الدورية الوحيد التمر والسمك المجفف. وكان الهدف من تلك الدوريات زيارة مراكز الجيش في تلك المناطق البدوية النائية، وإشعار البدو بوجود زيارات منتظمة من لدن الحكومة، ولتمتين الروابط بين البدو والحكومة، ولجمع المعلومات (للاستخبارات) عما يجري في البادية.

## جيش البادية والتعليم

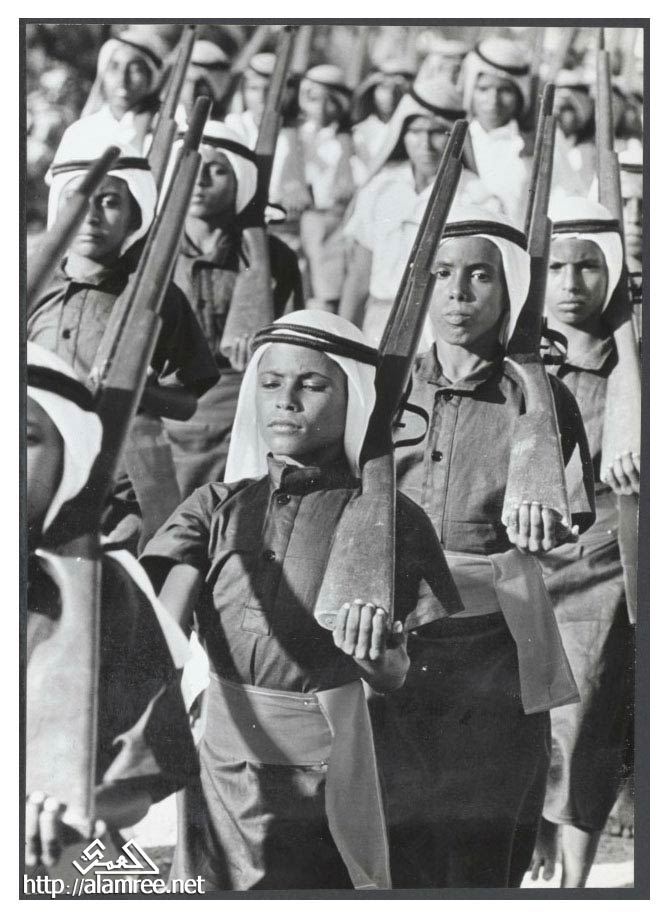
عرض عسكري لمنتسبي مدرسة شباب جيش البادية الحضرمي

أولى قانون «جيش البادية» لمسألة التعليم ومحو الأمية أهمية بين افراد جيش البادية، وحين تم تأسيس نواة جيش البادية تم تعيين مدرس خاص لها، مهمتها محو أمية الأفراد، وإن كانت أولوية القبول في الجيش للأميين، إلا ان محو أمية المقبولين مهمة تتم داخل الجيش. لهذا أكدت المواد من 45 - 51 من قانون جيش البادية على ضرورة أن يتأكد قائد الجيش من أن كل أفراد القوة تلقوا قسطًا من التعليم وأصبحوا قادرين على القراءة والكتابة في أقصر وقت ممكن وعلى ضرورة استمرار التعليم، وضرورة توفير المستلزمات الخاصة بذلك. لذا وضعت خطة للاهتمام بتعلم أبناء البدو، من خلال مدرسة مركزية في المكلا تستوعب مائة طالب، مدرسة أبناء البادية.
وكانت مدرسة بنات البادية قد افتتحت بعد بضعة أشهر من افتتاح مدرسة أولاد البادية، وقد ابتدأت بأربع وعشرين طالبة، وهي مدرسة داخلية مثلها مثل مدرسة الأولاد، وكان الهدف من هذه المدرسة هو الحصول على مدرسات دائمات. استكملت مراحل فصول الدراسة الابتدائية وزادت نسبة القبول وازدحمت الفصول والمباني الداخلية بأبناء البدو الذين انطلقوا متعطشين لطلب العلم من مناهله، تغريهم حب المعرفة والطموح في التسجيل كجنود وصف ضباط في الجيش البدوي.. وقد خدمت الظروف للدفع الأولى من هؤلاء الطلبة أن يحضون بنصيب الالتحاق بالجيش والتبوأ للوظائف الحكومية في المستشارية.
كانت الأهداف المعلنة حين انشأ جيش البادية حصر نشاط جيش البادية بشكل أساسي في مناطق البدو فقط، إلا أن الظروف التي كانت سائدة في بعض مناطق الحضر جعلت من إنجرامز يمد نشاط الجيش إلى المناطق التي تقع تحت الإشراف المباشر لحكومتي السلطنتين. ففي عام 1941م سير إنجرامز دوريات لجيش البادية في وادي حضرموت، لحماية الطرق حول سيئون. وقد نظر آل كثير ومعهم السادة آل الكاف إلى هذا النشاة شك وارتياب، كما سبب وجودهم في الغرف عام 1943م القلق لأل كثير، فطلبوا من السلطات البريطانية في عدن أن تسحبهم.

## انسحاب بريطانيا
في عام 1967 استدعى الإنجليز مستشاريهم وموظفيهم المدنيين من المكلا وسيئون والمهرة وأغلقت مكاتبهم والمستشارات وذلك بتجميعهم في مطار الريان الذي سافروا منه إلى عدن وفي نفس الوقت استدعى المستشار السياسي «جيم ألس» ونائبه «كراوش» قيادة جيش البادية الحضرمي واجتمعوا سرًّا بقاعدة الريان الجوية بالمكلا وأخبر الإنجليز قادة الجيش الحضرمي بانسحابهم الكامل والنهائي من حضرموت في «أغسطس 1967م» وإلغاء كافة المعاهدات والاستشارات الموقعة بين بريطانيا والسلاطين وأضاف المستشار السياسي بالقول للقادة الحضارم الذين حضروا «نفوضكم تفويضًا كاملًا بإدارة شؤون بلدكم نيابة عنا» وأعطى الإنجليز تفويض كتابي للضباط من جيش البادية «أي قبل شهر من سيطرة ثوار الجبهة القومية على المكلا» جاء في التفويض الآتي:
1. يفوض القائد العسكري سالم عمر الجوهي السيباني قائد جيش البادية والقائد حسين مسلم المنهالي نائب أركان حرب الجيش بإدارة شؤون البلاد بما يتمتعون به من وطنية ولمعرفتهم الكاملة لبلدهم.
2. تفويض مالي لتشغيل الحساب الجاري بالبنك الشرقي خصوصاً ميزانية جيش البادية الحضرمي والتفويض لكلا من: سالم الجوهي قائد الجيش، حسين المنهالي قيادة الأركان صالح بن بريك محاسب الجيش
3. انتداب القادة الذين ذكروا في هذا التفويض السفر إلى عدن لإحضار المبالغ المالية لمواجهة التزامات جيش البادية الحضرمي.

أوعزت بريطانيا إلى السلاطين السفر لمناقشة تقرير مصيرهم مع الهيئات والحكومات العربية والعالم في نفس الوقت حددت بأن يستلم جيش البادية الحضرمي البلد بتفويض من ممثلي بريطانيا.

## ثورة 14 أكتوبر
مع خروج البريطانيين بثورة 14 أكتوبر، لم يُسلم جيش البادية حضرموت كما تم الاتفاق مع البريطانيين وسيطرت الجبهة القومية على المكلا بعد شهر من خروج الإنجليز من السلطنات الثلاث وخروج السلاطين إلى الخارج، أعلن بعض قادة الجيش البدوي قيام جمهورية حضرموت العربية رافضين ما تطرحة الجبهة القومية من الوحدة مع جنوب اليمن حتى قامت الجبهة بتصفية البعض منهم فأعلن باقي قادة جيش البادية رضوخهم للأوضاع الجديدة بعد أن كان هناك من ضباط وأفراد جيش البادية من كانوا أعضاء سريين بالجبهة القومية التي اخترقت كثير من مكونات الجيش حتى أعلنوا تبعيتهم للثورة، بعد إعلان جمهورية اليمن الجنوبية الشعبية سمي جيش البادية باللواء الـ 30 ثم جاءت السلطات الجديدة في عدن عام 1968م وفككت اللواء 30 كون أفرادة من مناطق حضرموت التارخية وعقيدتة الدينية اللتي تختلف مع العقيدة الجديدة للثورة، وتم تسريح الكثير منهم وساهم في هذا وزير دفاع الحكومة الجديدة علي سالم البيض آنذاك كونة أحد أبناء حضرموت، وهكذا طويت صفحة من صفحات التاريخ العسكري الحديث بحضرموت.